# Medalles a la Dedicació d'Anys de Servei com a Agent de Circulació

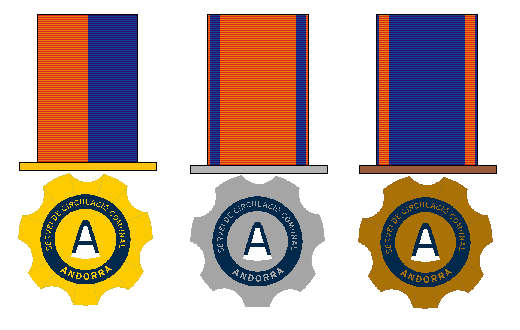
Els models del 2011, dissenyats per Antoni Pujol

Les Medalles a la Dedicació d'Anys de Servei com a Agent de Circulació són condecoracions atorgades per la Comissió Interparroquial del Principat d'Andorra per premiar els 15, 20 i 25 anys de servei i dedicació dels agents de circulació comunals.
La Comissió Interparroquial d'Andorra va establir un reglament per recompensar els Agents de Circulació de les parròquies amb medalles per la dedicació i els mèrits acumulats. Aquest reglament, publicat al Butlletí Oficial del Principat d'Andorra (BOPA), va entrar en vigor l'1 de gener de 2016. La Comissió Interparroquial atorga medalles d'or, plata o bronze en funció dels anys de servei dels Agents, i també medalles al mèrit professional per a la realització d'actes rellevants o exemplars en el compliment de les seves funcions. Els Agents que hagin complert 25 anys de servei rebran una medalla parroquial.
L'atorgament de les medalles es realitza en un acte oficial durant la Diada dels Agents de Circulació, llevat de la medalla parroquial, que es lliura en el moment adequat. Els Agents han de portar-les amb l'uniforme de gala en tots els actes oficials. El reglament també preveu la possibilitat de portar les medalles amb l'uniforme diari. En cas que un Agent sancionat hagi de rebre una medalla, la decisió de si se li atorga o no depèn dels seus superiors.